# Lecidella sublapicida
Lecidella sublapicida är en lavart som först beskrevs av C. Knight, och fick sitt nu gällande namn av Hertel. Lecidella sublapicida ingår i släktet Lecidella och familjen Lecanoraceae.   Inga underarter finns listade i Catalogue of Life.